# Николаевка (Башмаковский район)
Николаевка — село в Башмаковском районе Пензенской области России. Входит в состав Кандиевского сельсовета.

## География
Расположено в 4 км к юго-востоку от центра сельсовета села Кандиевка

## Население
| 1864 | 1897 | 1911 | 1926 | 1959 | 1979 | 1989 |
| ---- | ---- | ---- | ---- | ---- | ---- | ---- |
| 543  | ↗590 | ↗803 | ↗970 | ↘277 | ↘251 | ↘128 |
| 1996 | 2002 | 2010 |      |      |      |      |
| ↘117 | ↘103 | ↘81  |      |      |      |      |

## История
Основано в 1-й половине XIX в. С 1926 г. значится центром одноименного сельсовета. В селе располагалось правление, а затем центральная усадьба колхоза «Красный Октябрь».

## Уроженцы
- Курлыков, Александр Николаевич — Герой Социалистического труда.[7]